# Ogooué-Ivindo

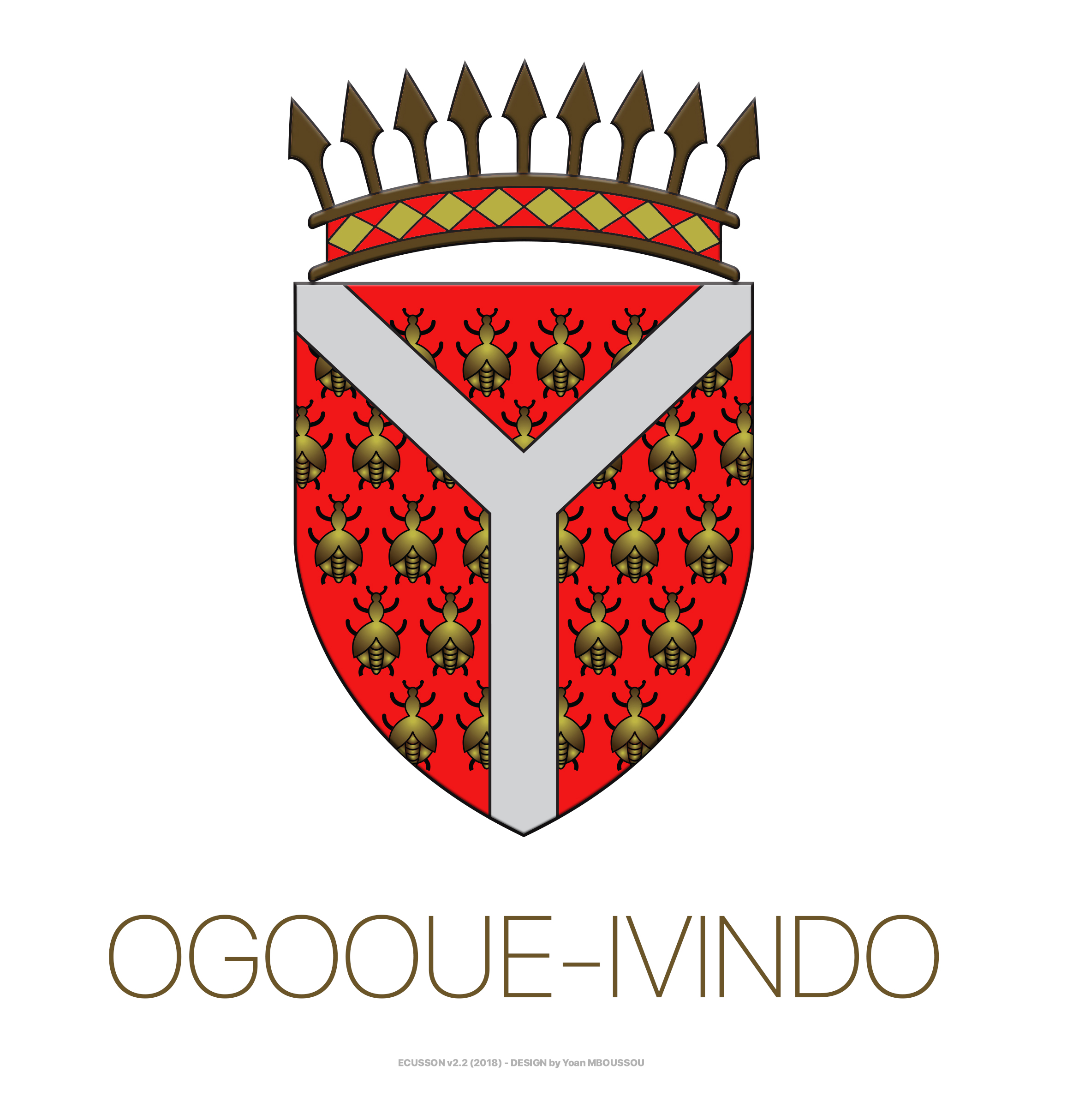
Écusson de l’Ogooué-Ivindo.

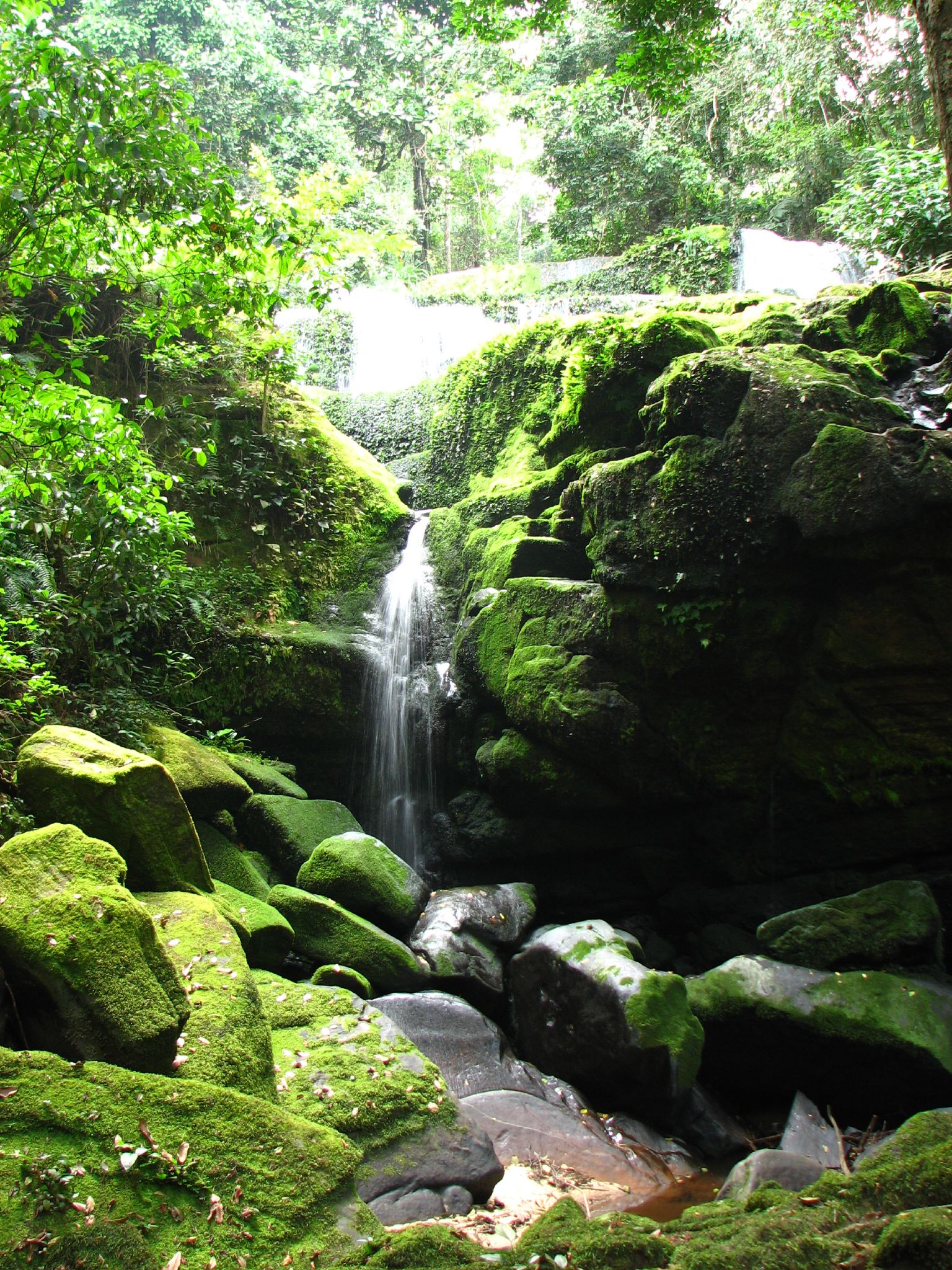
Parc national de l'Ivindo.

L'Ogooué-Ivindo est une province du Gabon (officiellement, elle est indiquée par les initiales G6). Son chef-lieu est Makokou et les villes secondaires sont Booué, Mékambo et Ovan.

## Géographie
Elle se situe au nord-est du pays et est frontalière du Congo-Brazzaville. 
|              | Woleu-Ntem    | Sangha        |
| Moyen-Ogooué | Ogooué-Ivindo | Cuvette-Ouest |
| Ogooué-Lolo  | Haut-Ogooué   |               |

C’est la province la plus vaste du pays et celle dont la densité de population est la plus faible (63 293 habitants pour 46 075 km2 en 2013 soit 1,4 hab./km²). 
Le sous-sol de cette province est très riche ; le principal minerai est le fer, mais il y a aussi de l'or et d'autres ressources.
La diversité linguistique caractérise aussi l'Ogooué-Ivindo, qui abrite plusieurs ethnies. Ainsi, on y rencontre des Kotas, des Fangs, des Bakwélé et bien d'autres petits sous-groupes tels que les Mahongwés. Sans oublier les Pygmées Babongo, premiers habitants du pays, les Simba, les Akélés et les Okandé.
Sur le plan touristique, la province comprend également un site très apprécié des visiteurs du monde entier : le parc national de la Lopé.
L'autre parc est celui de l'Ivindo, où l'on peut voir les plus grandes et plus belles chutes d'Afrique centrale (les chutes de Kongou et de Mingouli) ; on y trouve une concentration impressionnante de singes et de gorilles.
Le premier romancier gabonais, Robert Zotoumbat, est originaire de Mékambo.

## Divisions administratives

Départements de l'Ogooué-Ivindo.

Le gouverneur est, en 2016, Jules Djeki.
L'Ogooué-Ivindo est divisée en quatre départements (chef-lieu entre parenthèses) :
- Ivindo (Makokou) ;
- Lopé (Booué) ;
- Mvoung (Ovan) ;
- Zadié (Mékambo).